# Xanthorhoe ochracea
Xanthorhoe ochracea là một loài bướm đêm trong họ Geometridae.